# Prosopocera parinsignis
Prosopocera parinsignis är en skalbaggsart som beskrevs av Stefan von Breuning 1970. Prosopocera parinsignis ingår i släktet Prosopocera och familjen långhorningar. Inga underarter finns listade i Catalogue of Life.